# Robert Torti
Robert Felix Torti (ur. 22 października 1961 w Van Nuys, w rejonie Los Angeles) – amerykański aktor telewizyjny, filmowy i teatralny. 

## Życiorys
W wieku dziewiętnastu lat po raz pierwszy wystąpił na małym ekranie w dwóch odcinkach serialu NBC Quincy M.E. (1980) z Jackiem Klugmanem. Rok później pojawił się jako Stefano Gambini w jednym z odcinków serialu NBC Domek na prerii (Little House on the Prairie, 1981). Zadebiutował jako producent filmu sensacyjnego Alley Cat (1984), gdzie także zagrał główną rolę Johnny’ego. Rozpoznawalność wśród telewidzów przyniosła mu rola porucznika Kyle’a Mastersa w operze mydlanej NBC Pokolenia (Generations, 1989–1991), za którą był nominowany do nagrody Soap Opera Digest. W komedii Szaleństwa młodości (That Thing You Do!, 1996), debiucie reżyserskim Toma Hanksa, został obsadzony w roli piosenkarza Freddy’ego Fredricksona. 
Od 10 listopada 1993 do 29 maja 1994 na Broadwayu grał faraona i trzeciego syna Jakuba – Lewiego w biblijnym musicalu Tima Rice i Andrew Lloyda Webbera Józef i cudowny płaszcz snów w technikolorze u boku Donny’ego Osmonda i Michaela Damiana. Był nominowany do Tony Award za rolę Greaseballa w musicalu Andrew Lloyda Webbera Starlight Express (1987). W 2001 otrzymał nagrodę Ovation za podwójną rolę jako Jack i Jezus w musicalu Reefer Madness na off-Broadwayu w reżyserii Andy’ego Fickmana z Lori Alan.
24 czerwca 1999 poślubił DeLee Lively. Mają troje dzieci: syna Zachary’ego oraz dwie córki - Faith i Chloe.

## Filmografia
- Quincy M.E (1980) jako Lance Sullivan
- Domek na prerii (1981) jako Stefano Gambini
- Alley Cat (1984) jako Johnny
- Throb (1987) jako Fabian
- Magnum (1987) jako Burglar
- Family Ties (1989) jako Jack
- Detektyw w sutannie (1989) jako Sean
- One of the Boys (1989) jako Jack
- Pokolenia (Generations, 1989) jako porucznik Kyle Masters
- Zagubiony w czasie (1989) jako Jimmy Giovani
- Out of This World (1990) jako Flash
- Top of the Heap (1991) jako Bobby Grazzo
- Kobieta wilk z Londynu (1991) jako Larabee Link
- Napisała: Morderstwo (Murder, She Wrote, 1992) jako Damian Bolo
- Vinnie & Bobby (1992) jako Bobby Grazzo
- Bajer z Bel-Air (1992) jako Frank
- Dni naszego życia (1993) jako Charlie Van Dieter
- Hangin’ with Mr. Cooper (1993)
- Melrose Place (1995) jako Jim Stone
- The Drew Carey Show (1995–2001) jako Jay Clemens / Nick
- Szaleństwa młodości (1996) jako Freddy Fredrickson
- The Guardian (1997) jako Pintor
- Honey, I Shrunk the Kids: The TV Show (1997)
- Beverly Hills, 90210 (1997) jako Everett Sands
- Clueless (1998) jako Joe Pizzulo
- Joseph and the Amazing Technicolor Dreamcoat (1999) jako Faraon
- Dobro kontra zło (2000) jako Joey Dimarcola
- Cover Me (2000) jako pan Zito
- Submerged (2000) jako dr Frank Ewing
- Any Day Now (2001) jako Stage Manager
- Spyder Games (2001) jako Jimmy
- Sabrina, nastoletnia czarownica (2001) jako Even Steven
- V.I.P. (2001) jako Jeremy Harmetz
- Hej Arnold! (2002)
- Do Over (2002) jako Bobby Kindler
- Żar młodości (2003–2004) jako Salvatore Staley
- Pięcioraczki (2004) jako Jake
- Nie ma to jak hotel (2005–2008) jako Kurt Martin
- Wzór (2005) jako Arthur Rimbelli
- Ona to on (2006) jako trener Pistonek
- Players’ Club (2006)
- Plan gry (The Game Plan, 2007) jako Samuel Blake
- Wpół do śmierci 2 (2007) jako Asystent Warden
- Detektyw Monk
- Suite Life: Nie ma to jak statek (2009) jako Kurt Martin
- Góra Czarownic (2009) jako Dominik